# Ри, Джон
Джон Ри (англ. John Rea, род. 5 декабря 1951 года) — шотландский бывший профессиональный игрок в снукер. 
Лучшее достижение Ри — победа на турнире Scottish Professional Championship—1989. В финале он выиграл у Мёрдо Маклауда. В том же году и на том же турнире Ри стал первым шотландским игроком, сделавшим максимальный брейк на профессиональном соревновании.
В апреле 2009 года, в своём собственном клубе «Lucky Break» в Клайдбанке Джон Ри провёл выставочный матч с Джимми Уайтом.